# 寺町日本泊螺
寺町日本泊螺，舊屬三叉螺科日本泊螺属，今屬粗米螺科的粗米螺屬。

## 分佈
分布于日本的本州與四国以及中国大陆的大鹏湾等地，属于暖水性种类。其一般栖息于潮下带浅水区-深水区细砂质底。

## 外部連結
- 維基物種上的相關：寺町日本泊螺